# Mata de São João
Mata de São João este un oraș în statul Bahia (BA) din Brazilia.